# 鬷戾
鬷戾（？—？），鬷氏，名戾，叔孙昭子时的叔孙氏司马。
前517年，鲁昭公趁叔孙昭子不在鲁国的机会，发兵攻打季孙氏，鬷戾问他的手下人该怎么办，没人回答。鬷戾又说：“我是家臣，不敢考虑国家大事，有季氏和没有季氏，哪一种对于我有利？”大家都说没有季氏，叔孙氏也会灭亡。鬷戾便说：“那么就去救援他吧！”遂带领手下人前去，攻破西北角，赶走了鲁昭公的亲兵。孟孙氏看到叔孙氏的旗帜，杀死了鲁昭公的使者郈昭伯，攻打鲁昭公的亲兵。三桓共同进攻鲁昭公，鲁昭公被迫流亡国外。
前516年，鲁军和齐军在炊鼻作战，齐国大夫公孙捷战车的马被射死了，他改乘别的战车，鲁国人误以为他是鬷戾，就上去帮他。公孙捷说自己是齐国人，双方才打起来。